# Географија Намибије
На 824.292 км², Намибија је тридесет четврта по величини земља на свету. После Монголије, Намибија је друга најнегушће насељена земља на свету. Намибија је добила име по пустињи Намиб која се простире дуж обале Атлантика. Такође је познат по својој дивљини.

## Географске области
Намибијски пејзаж се генерално састоји од пет географских области, од којих свака има карактеристичне абиотске услове и вегетацију са извесним варијацијама и преклапањем између њих: Централна висораван, пустиња Намиб, Велика стрмина, Бушвелд и пустиња Калахари.

### Централна висораван
Централна висораван се простире од севера ка југу, омеђена Обалом скелета на северозападу, пустињом Намиб и њеним обалним равницама на југозападу, реком Оранџ на југу и пустињом Калахари на истоку. Централна висораван је дом највише тачке у Намибији на надморској висини од 2.606 m Кенигштајн.  Унутар широке, равне централне висоравни налази се већина становништва и економских активности Намибије. Виндхук, главни град државе, налази се овде, као и већина обрадивих површина. Иако обрадиво земљиште чини само 1% Намибије, скоро 1/3 становништва је запослено у пољопривреди. 
Абиотички услови овде су слични онима који се налазе дуж ескарпа; међутим, топографска сложеност је смањена. Летње температуре у овој области могу достићи 40 °C, а зими су чести мразеви.

### Пустиња Намиб
Пустиња Намиб је широко пространство хипер-сушног шљунка, шљунка без влаге, равница и дина које се протеже дуж целе обале, чија ширина варира између 100 и више стотина километара. Области унутар Намиба укључују обалу скелета и Каоковелд на северу и пространо пешчано море Намиба дуж централне обале.  Пескови који чине пешчано море последица су ерозионих процеса који се одвијају унутар долине реке Оранж и подручја јужније. Док воде пуне песка спуштају своје суспендоване терете у Атлантик, копнене струје их таложе дуж обале. Преовлађујући југозападни ветрови тада подижу и поново таложе песак у облику масивних дина у широко распрострањеном пешчаном мору, највећим пешчаним динама на свету. У областима где је залиха песка смањена због немогућности песка да пређе корита река, ветрови такође запљускују земљу и формирају велике шљунковите равнице. У многим областима у пустињи Намиб, мало је вегетације осим лишајева који се налазе у шљунчаним равницама и у сувим речним коритима где биљке могу приступити подземној води.

### Велика стрмина
Велика стрмина се брзо уздиже на преко 2.000 m. Просечне температуре и температурни распони се повећавају како се крећете даље од хладних атлантских вода, док се дуготрајна обална магла полако смањује. Иако је ово подручје каменито са слабо развијеним земљиштем, ипак је знатно продуктивније од пустиње Намиб. Како се летњи ветрови гурају преко стрмине, влага се извлачи као падавине.  Вода је, уз топографију која се брзо мења, одговорна за стварање микростаништа која нуде широк спектар организама, од којих су многи ендемски. Вегетација дуж обронка варира и по облику и по густини, са структуром заједнице у распону од густих шума до подручја са више жбунова са раштрканим дрвећем. Овде се налази неколико врста багрема, као и трава и друга жбунаста вегетација.

### Бушвелд
Бушвелд се налази у североисточној Намибији дуж границе са Анголом и у појасу Каприви, који је остатак уског коридора који је разграничен за Немачко царство за приступ реци Замбези. Подручје прима знатно већу количину падавина од остатка земље, у просеку око 400 мм годишње. Температуре су такође хладније и умереније, са приближним сезонским варијацијама између 10 и 30 °C. Подручје је углавном равно, а тла песковита, што ограничава њихову способност задржавања воде.  Смештен поред Бушвелда у северно-централној Намибији, налази се једна од најспектакуларнијих карактеристика природе: Етоша Пан. Већи део године то је сува, слана пустош, али током влажне сезоне формира плитко језеро које покрива више од 6.000 км². Подручје је еколошки витално за огроман број птица и животиња из околне саване које се окупљају у региону јер их летња суша приморава на разбацане водене рупе које окружују таву. Област Бушвелд је разграничена од стране Светског фонда за дивље животиње као део екорегије анголских шума мопане, која се протеже на север преко реке Кунене у суседну Анголу.

### Пустиња Калахари
Пустиња Калахари је можда најпознатија географска карактеристика Намибије. Дели се са Јужном Африком и Боцваном, има различита локализована окружења у распону од хипер-сушне пешчане пустиње до области које изгледа да пркосе уобичајеној дефиницији пустиње. Једно од ових подручја, је дом за преко 5.000 врста биљака, од којих је скоро половина ендемска.
Разлог за ову високу продуктивност и ендемизам може бити релативно стабилна природа падавина.  Кару очигледно не доживљава сушу редовно, па иако је подручје технички пустиња, редовне зимске кише обезбеђују довољно влаге да подрже интересантну биљну заједницу у региону. Још једна карактеристика Калахарија, заиста многих делова Намибије, су инселберги, изоловане планине које стварају микроклиму и станишта за организме који нису прилагођени животу у околном пустињском матриксу.

### Обална пустиња
Обална пустиња Намибије је једна од најстаријих пустиња на свету. Његове пешчане дине, настале јаким ветровима на копну, највише су на свету. 
Овде се налазе пустиња Намиб и Национални парк Намиб-Науклуфт. Обалне пустиње Намибије су најбогатији извор дијаманата на земљи, што Намибију чини највећим светским произвођачем дијаманата. Дели се на северну обалу костура и јужну обалу дијаманата. Због локације обале - на месту где хладна вода Атлантика допире до Африке - често постоји изузетно густа магла. 

Пешчана плажа чини 54%, а мешавина песка и стена додају још 28%. Само 16% укупне дужине чини стеновита обала. Обалне равнице су поља дина, шљунковите равнице прекривене лишајевима и неке раштркане солане. У близини обале постоје подручја у којима су дине обрасле висећим мрежама.  Намибија има богате обалне и морске ресурсе који су и даље углавном неистражени. 
- Кањон Рибље реке.
- Пустиња Намиб
- Пустиња Калахари
- Виндхук
- Сателитски снимак намибијске обале у природним бојама.

## Време и клима
Намибија има више од 300 сунчаних дана годишње. Налази се на јужној ивици тропа; Јужни повратник пресеца земљу отприлике на пола. Зима (јун–август) је углавном сува, обе кишне сезоне се јављају лети, мала кишна сезона између септембра и новембра, а велика између фебруара и априла.  Влажност ваздуха је ниска, а просечна количина падавина варира од скоро нуле у обалској пустињи до више од 600 мм у Каприви Стрипу. Падавине су, међутим, веома променљиве, а суше су уобичајене.  Лоша кишна сезона десила се у лето 2006/07.  У 2019. забележена је веома мала количина падавина  Због сушних зима, снежне падавине су веома ретке и изазивају медијско извештавање кад год се догоде. Пријављен је снег у парку Намиб-Науклуфт у јуну 2011. 
Временом и климом у приобалном подручју доминира хладна Бенгуелска струја Атлантског океана, која тече на север, која представља веома мало падавина (50 мм годишње или мање), честа густа магла и свеукупно ниже температуре него у остатку земље.  Зими се повремено јавља стање познато као Берг ветар (африкаанс: источно време), врући суви ветар који дува од унутрашњости ка обали. Пошто је подручје иза обале пустиња, ови ветрови се могу развити у пешчане олује са наслагама песка у Атлантском океану видљивим на сателитским снимцима. 
Подручја Централне висоравни и Калахарија имају широк распон дневних температура до 30 °C. 

### Примери
| Клима Виндхука                                       | Клима Виндхука | Клима Виндхука | Клима Виндхука | Клима Виндхука | Клима Виндхука | Клима Виндхука | Клима Виндхука | Клима Виндхука | Клима Виндхука | Клима Виндхука | Клима Виндхука | Клима Виндхука | Клима Виндхука |
| Показатељ \ Месец                                    | .Јан.          | .Феб.          | .Мар.          | .Апр.          | .Мај.          | .Јун.          | .Јул.          | .Авг.          | .Сеп.          | .Окт.          | .Нов.          | .Дец.          | .Год.          |
| ---------------------------------------------------- | -------------- | -------------- | -------------- | -------------- | -------------- | -------------- | -------------- | -------------- | -------------- | -------------- | -------------- | -------------- | -------------- |
| Апсолутни максимум, °C (°F)                          | 36,0 (96,8)    | 35,8 (96,4)    | 34,9 (94,8)    | 31,3 (88,3)    | 31,8 (89,2)    | 26,1 (79)      | 25,7 (78,3)    | 30,0 (86)      | 33,2 (91,8)    | 35,1 (95,2)    | 36,5 (97,7)    | 36,6 (97,9)    | 36,6 (97,9)    |
| Максимум, °C (°F)                                    | 30,0 (86)      | 28,6 (83,5)    | 27,2 (81)      | 25,6 (78,1)    | 22,7 (72,9)    | 20,2 (68,4)    | 20,5 (68,9)    | 23,4 (74,1)    | 26,5 (79,7)    | 29,1 (84,4)    | 29,6 (85,3)    | 30,7 (87,3)    | 26,1 (79)      |
| Просек, °C (°F)                                      | 23,3 (73,9)    | 22,1 (71,8)    | 21,0 (69,8)    | 18,9 (66)      | 15,8 (60,4)    | 13,2 (55,8)    | 13,1 (55,6)    | 15,8 (60,4)    | 19,3 (66,7)    | 21,7 (71,1)    | 22,5 (72,5)    | 23,5 (74,3)    | 19,1 (66,4)    |
| Минимум, °C (°F)                                     | 17,2 (63)      | 16,5 (61,7)    | 15,4 (59,7)    | 12,8 (55)      | 9,2 (48,6)     | 6,7 (44,1)     | 6,3 (43,3)     | 8,6 (47,5)     | 11,9 (53,4)    | 14,6 (58,3)    | 15,6 (60,1)    | 16,9 (62,4)    | 12,7 (54,9)    |
| Апсолутни минимум, °C (°F)                           | 7,5 (45,5)     | 6,8 (44,2)     | 3,7 (38,7)     | 2,4 (36,3)     | −1,6 (29,1)    | −2,8 (27)      | −2,6 (27,3)    | −3,9 (25)      | −1,1 (30)      | 1,6 (34,9)     | 0,4 (32,7)     | 3,3 (37,9)     | −3,9 (25)      |
| Количина падавина, mm (in)                           | 78,1 (3,075)   | 80,3 (3,161)   | 78,7 (3,098)   | 37,7 (1,484)   | 6,6 (0,26)     | 1,2 (0,047)    | 0,7 (0,028)    | 0,9 (0,035)    | 2,8 (0,11)     | 11,8 (0,465)   | 26,9 (1,059)   | 41,7 (1,642)   | 367,4 (14,464) |
| Дани са падавинама (≥ 0.1 mm)                        | 11,1           | 10,7           | 10,5           | 5,5            | 1,9            | 0,7            | 0,5            | 0,3            | 0,9            | 2,8            | 5,3            | 7,5            | 57,7           |
| Релативна влажност, %                                | 42             | 56             | 51             | 44             | 37             | 32             | 27             | 19             | 17             | 22             | 30             | 34             | 34,3           |
| Сунчани сати — месечни просек                        | 288            | 254            | 282            | 273            | 310            | 309            | 326            | 341            | 321            | 319            | 297            | 285            | 3.605          |
| Извор #1: Deutscher Wetterdienst                     |                |                |                |                |                |                |                |                |                |                |                |                |                |
| Извор #2: Danish Meteorological Institute (sun only) |                |                |                |                |                |                |                |                |                |                |                |                |                |

| Клима Катима Мулила | Клима Катима Мулила | Клима Катима Мулила | Клима Катима Мулила | Клима Катима Мулила | Клима Катима Мулила | Клима Катима Мулила | Клима Катима Мулила | Клима Катима Мулила | Клима Катима Мулила | Клима Катима Мулила | Клима Катима Мулила | Клима Катима Мулила | Клима Катима Мулила |
| Показатељ \ Месец | .Јан.               | .Феб.               | .Мар.               | .Апр.               | .Мај.               | .Јун.               | .Јул.               | .Авг.               | .Сеп.               | .Окт.               | .Нов.               | .Дец.               | .Год.               |
| --- | ------------------- | ------------------- | ------------------- | ------------------- | ------------------- | ------------------- | ------------------- | ------------------- | ------------------- | ------------------- | ------------------- | ------------------- | ------------------- |
| Максимум, °C (°F) | 31,3 (88,3)         | 30,5 (86,9)         | 29,8 (85,6)         | 29,1 (84,4)         | 27,4 (81,3)         | 24,5 (76,1)         | 25,0 (77)           | 29,1 (84,4)         | 33,8 (92,8)         | 33,0 (91,4)         | 30,3 (86,5)         | 29,8 (85,6)         | 29,5 (85,1)         |
| Минимум, °C (°F) | 19,1 (66,4)         | 19,1 (66,4)         | 18,7 (65,7)         | 14,6 (58,3)         | 10,2 (50,4)         | 6,1 (43)            | 4,6 (40,3)          | 8,3 (46,9)          | 14,1 (57,4)         | 17,8 (64)           | 19,3 (66,7)         | 18,8 (65,8)         | 14,2 (57,6)         |
| Количина падавина, mm (in) | 169,4 (6,669)       | 160,6 (6,323)       | 88,7 (3,492)        | 17,7 (0,697)        | 1,9 (0,075)         | 0,5 (0,02)          | 0 (0)               | 0,2 (0,008)         | 2,6 (0,102)         | 18,8 (0,74)         | 69,7 (2,744)        | 151,8 (5,976)       | 681,9 (26,846)      |
| Релативна влажност, % | 68                  | 66                  | 70                  | 61                  | 53                  | 53                  | 62                  | 50                  | 42                  | 46                  | 49                  | 57                  | 56,4                |
| Извор: Ministry of Works and Transport (Meteorological Service Division) „Ministry of Works & Transport: Tabulation of Climate Statistics for Selected Stations in Namibia” (PDF). 2012. |                     |                     |                     |                     |                     |                     |                     |                     |                     |                     |                     |                     |                     |

### Извори воде
Намибија је најсушнија земља у подсахарској Африци и у великој мери зависи од подземних вода. Са просечном количином падавина од око 350 мм годишње, највише падавина пада у Капривију на североистоку (око 600 мм годишње) и опада у правцу запада и југозапада на само 50 мм и мање годишње на приморју. Једине вишегодишње реке налазе се на националним границама са Јужном Африком, Анголом, Замбијом и на краткој граници са Боцваном у Капривију. У унутрашњости земље површинске воде има само у летњим месецима када су реке у поплавама после изузетних падавина. Иначе, површинске воде су ограничене на неколико великих акумулационих брана које задржавају и бране ове сезонске поплаве и њихово отицање. Тамо где људи не живе у близини вишегодишњих река или користе бране за складиштење, они зависе од подземних вода. Чак и изоловане заједнице и оне привредне активности које се налазе далеко од добрих површинских извора воде, као што су рударство, пољопривреда и туризам, могу се снабдевати из подземних вода на скоро 80% земље.  Најдужа река у Намибији је Рибља река са дужином од 650 км.
У Намибији је током прошлог века избушено више од 120.000 бушотина. Једна трећина ових бушотина је избушена на суво.  Водоносни слој под називом „Оангвена 2“, који се налази са обе стране границе Анголе и Намибије, откривен је 2012. године. Процењује се да је овај водоносни слој способан да снабдева 800.000 људи на северу током 400 година, по тренутној стопи потрошње (2018).  Стручњаци процењују да Намибија има 7.720 км³ подземних вода.  
Ефундја, годишње поплаве у северним деловима земље, често изазивају не само штету на инфраструктури већ и губитак живота.  Кише које узрокују ове поплаве настају у Анголи, уливају се у намибијски басен Кувелај и тамо испуњавају Ошане (поплавне равнице). Најгоре поплаве  догодио се у марту 2011. и раселио 21.000 људи. 

## Урбанизација
Главни и највећи град, Виндхук, налази се у центру земље. То је дом централног административног региона земље, међународног аеродрома Виндхук и главног железничког места у земљи. Остали важни градови су:
- Арандис, рудник уранијума
- Валвис Беј, морска лука, међународни аеродром, железничка станица
- Осхакати, главни пословни центар на северу, железничка станица
- Отјиваронго, главни пословни центар у централном и северном делу, железнички чвор
- Лидериц, морска лука, железничка станица
- Гобабис, пољопривредни центар
- Свакопмунд, туризам (бивши немачки колонијални град)

## Статистика
Локација: Јужна Африка, граничи са Јужним Атлантским океаном, између Анголе и Јужне Африке
Географске координате :22° 00′ S 17° 00′ E / 22.000° Ј; 17.000° И
Област:укупно: 824.292 km² земљиште: 823.290 km²вода: 1.002 km²
Границе земљишта:укупно: 4.220 кмграничне земље: Ангола 1.427 км, Боцвана 1,544 км, Јужна Африка 1.005 км, Замбија 244 км
Обала: 1.572 км
Терен: Претежно висока висораван; пустиња Намиб дуж обале; Пустиња Калахари на истоку. На северу близу границе са Анголом налази се равна област коју је Светски фонд за дивље животиње означио као део екорегије шума Анголе мопане.
Природне опасности: продужени периоди суше
Животна средина – актуелна питања: исцрпљивање и деградација водених ресурса; дезертификација; деградација земљишта; губитак биодиверзитета и биотичких ресурса; криволов дивљих животиња

## Екстремне тачке
Ово је листа екстремних тачака Намибије, тачака које су даље на северу, југу, истоку или западу од било које друге локације.
- Најсевернија тачка – неименована локација на граници са Анголом
- Најисточнија тачка – тромеђа са Боцваном и Замбијом, регион Замбези
- Најјужнија тачка – неименована локација у Пела Дрифту на граници реке Орање са Јужном Африком
- Најзападнија тачка – неименовани део обале западно од бунара Окотусо